# HOXA13
HOXA13‏ (Homeobox A13) هوَ بروتين يُشَفره جين HOXA13 في الإنسان.